# Hanyū (Saitama)
Hanyū (羽生市 Hanyū-shi?) es una ciudad que se encuentra en Saitama, Japón.
Según datos de 2003, la ciudad tiene una población estimada de 57.292 habitantes y una densidad de 978,51 personas por km². El área total es de 58,55 km².
La ciudad fue fundada el 1 de septiembre de 1954.

## Ciudades hermanas
- Baguio, Filipinas.
- Durbuy, Bélgica.
- Kaneyama, Saitama, Japón.